# 蒂特瓦德 (密蘇里州)
蒂特瓦德（英語：Tightwad）是位於美國密蘇里州亨利縣的村。

## 人口
根據2020年美國人口普查的數據，蒂特瓦德的面積為2.61平方千米，當中陸地面積為2.58平方千米，而水域面積為0.03平方千米。當地共有人口58人，而人口密度為每平方千米22人。